# Platanar Abajo 1ra. Sección
Platanar Abajo 1ra. Sección är en ort i Mexiko.   Den ligger i kommunen Pichucalco och delstaten Chiapas, i den sydöstra delen av landet, 600 km öster om huvudstaden Mexico City. Platanar Abajo 1ra. Sección ligger 60 meter över havet och antalet invånare är 902.
Terrängen runt Platanar Abajo 1ra. Sección är huvudsakligen platt, men söderut är den kuperad. Runt Platanar Abajo 1ra. Sección är det ganska glesbefolkat, med 43 invånare per kvadratkilometer. Närmaste större samhälle är Pueblo Juárez, 18,3 km öster om Platanar Abajo 1ra. Sección. Trakten runt Platanar Abajo 1ra. Sección består till största delen av jordbruksmark.